# Sturmflut von 1916

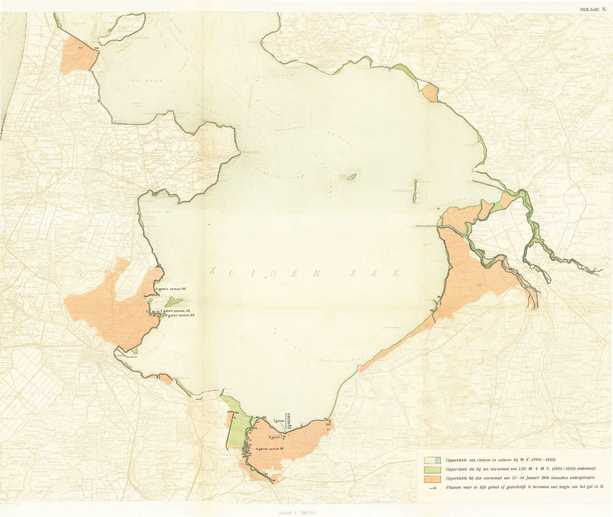
Überschwemmtes Gebiet, Karte aus dem Abschlussbericht der Rijkswaterstaatbehörde vom September 1916

Die Sturmflut von 1916 oder Zuiderzeeflut von 1916 ist eine Überschwemmungskatastrophe, die sich in der Nacht vom 13. auf den 14. Januar 1916 in den Niederlanden und der Zuiderzee ereignete.

## Verlauf
Die Sturmflut fiel zusammen mit einem hohen, winterlich bedingten Wasserstand der Flüsse. In der Folge brachen an dutzenden Stellen die Deiche, und das Wasser richtete in seinem Lauf Schäden an den verbliebenen Deichen an.  Etliche Häuser auf der Insel Marken wurden zerstört. In der Provinz Noord-Holland fanden 19 Menschen den Tod. Bei mehreren Havarien auf See kamen weitere 32 Menschen ums Leben. Königin Wilhelmina besuchte die betroffenen Gebiete.

## Durchbrüche und Überflutungen
Provinz Groningen
- Der südwestliche Teil der Insel Rottumeroog Überflutung.

Frieslande
- Vorland nahe Holwerd und Oldelamer wurden überschwemmt.

Provinz Overijssel
- Die Deiche dort erwiesen sich als zu niedrig, auch wurde viel Schaden an den Deichböschungen verursacht.[3]
- Bei Zwolle lief der Deich Kleine Weezenland über.
- Bei Zwartsluis lief ein Deich über.
- Längs des Zwarte Water und der Overijsselse Vecht liefen Deiche über und mussten verstärkt werden.
- Die Dronther Überlauf (Dronther overlaat) lief 20 Stunden und hat das Overijsselse Land auf der linken Uferseite der IJssel unter Wasser gesetzt.

Provinz Gelderland
- Überall längs der Zuiderzee liefen Deiche über.[2]
- Im Norden von Elburg wurde ein Loch in den Deich gerissen, aber er brach nicht.
- Im Osten von Nijkerk entstand ein Durchbruch.[3]
- Im Westen van Nijkerk gab es zwei Durchbrüche von jeweils 140 Metern Breite und zwei Löcher von 75 und 90 Metern Breite

Provinz Utrecht

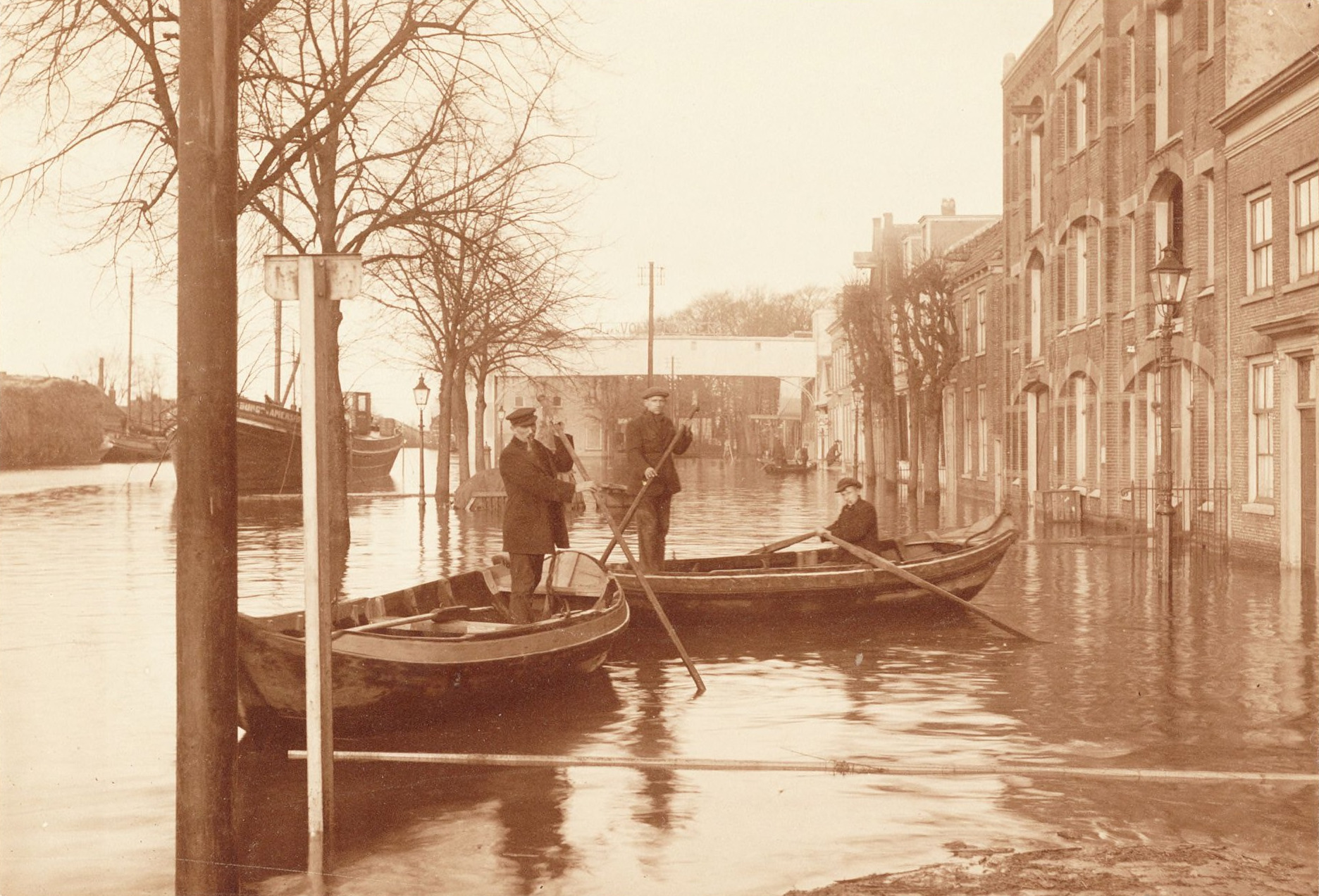
Hochwasserflutung der Eem auf der Grote Koppel in Amersfoort

- Auch in Utrecht wurden mehrere Löcher in den Deich geschlagen. Das Land hinter Spakenburg, Bunschoten und Zeldert bis an Amersfoort wurde überspült.

Provinz Noord-Holland

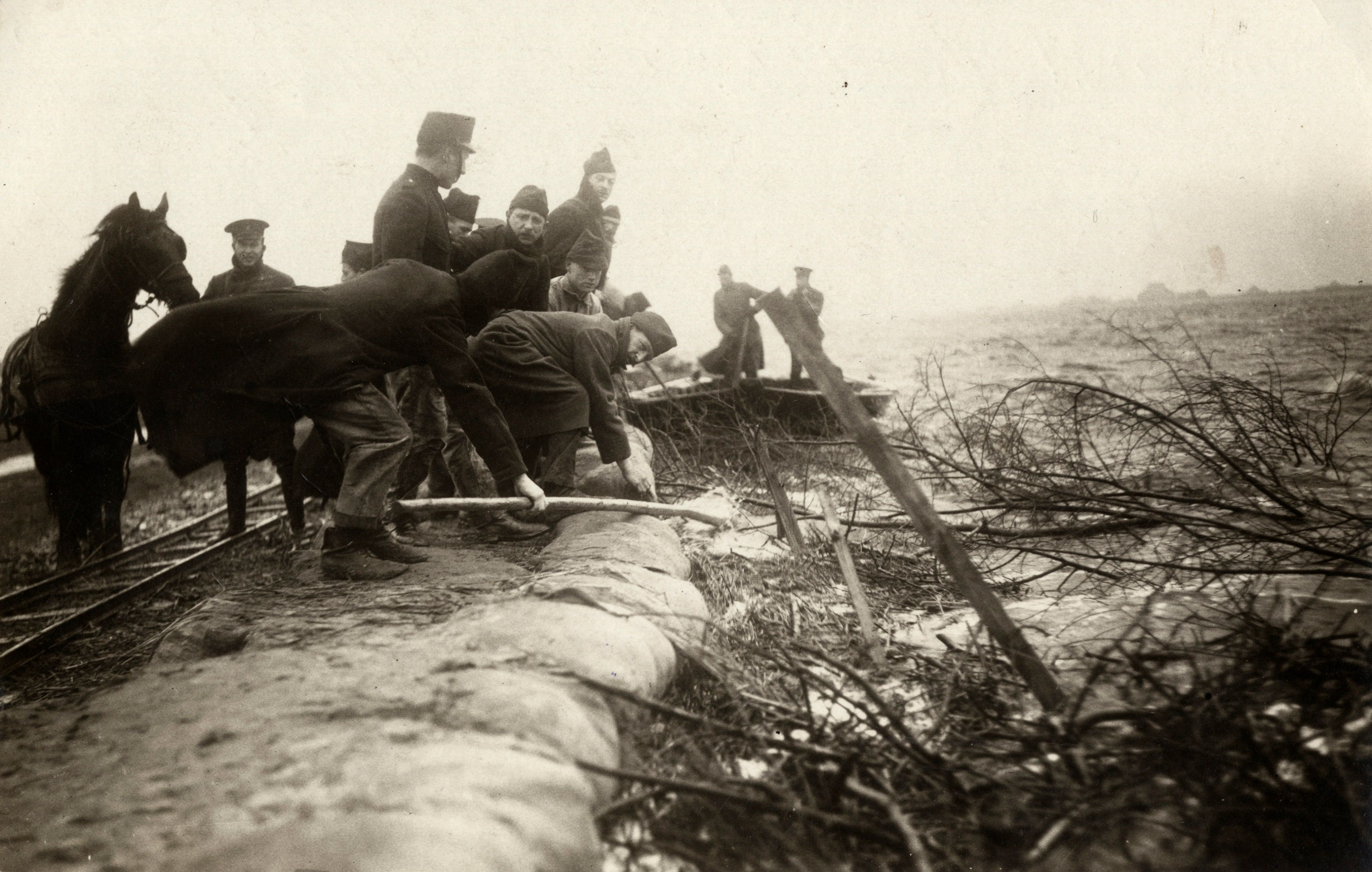
Militär und Bürger werden eingesetzt um Notdeiche am Anna Paulownapolder zu errichten. Säcke mit Lehm und Sand werden gelegt und anschließend mit Erde bedeckt.

- Extremes Hochwasser durch den anhaltenden Nordwestwind längs der Zuiderzee vor Eintritt der Katastrophe.
- Tagelange Regenfälle haben darüber hinaus die – schlecht gepflegten – Deiche geschwächt. Mächtige, nordwärts wehende Winde drückten am Morgen des 14. Januar 1916 das Wasser über den Waterlandse Zeedijk, der dann bei Katwoude durchbrach.[2] Hierdurch lief praktisch die ganze Region Waterland voll Wasser.[4] Zwischen Zaandam, Purmerend und Edam bis zum IJ bei Amsterdam-Noord hatte das Wasser freie Bahn.[5] Auch die verschiedenen Polder- und Ringdeiche sind weitgehend überlaufen worden.[6]
- Die Purmer und Wijdewormer blieben trocken, ebenfalls die Deiche längs des IJ und der Zuidersee.
- Wochen später stand das Wasser immer noch, als in der Nacht vom 22. auf den 23. Februar zudem ein Schneesturm einbrach. Zwei Männer ertranken am 18. Februar in der Buikslotermeer, als sie sich nicht länger an einem Telefonmast festhalten konnten. Der heutige Platz Buikslotermeerplein hatte sich in einen großen Binnensee verwandelt, der teilweise bis zu sechs Meter tief war.[7] Unter den vielen Menschen, die in der Kirche von Buiksloot Zuflucht fanden, rutschte ein kleines Mädchen von vier Jahren ins Wasser und ertrank. Außerdem verschwanden Vieh und andere Wirtschaftsgüter in den Fluten.
- Auch die Insel Marken mit seinen tiefliegenden Hafenanlagen stand unter Wasser. Hier fielen 16 Menschen dem Hochwasser zum Opfer.[2]
- Ebenfalls brach der Amsteldijk nahe dem Anna Paulownapolder.[3] Hier kamen zwei Menschen ums Leben.

Provinz Zuid-Holland
- Rotterdam, Slikkerveer, Ridderkerk, Maassluis und Dordrecht wurden ebenfalls geflutet, weil die dortigen Flüsse nicht mehr ins Meer abfließen konnten.
- Bei Oostvoorne wurden sechs Meter Küste weggespült.
- Der Nationalpark De Biesbosch lief größtenteils voll. Aufgrund des Durchbruchs beim Dorf Lage Zwaluwe stand ein Polder unter Wasser.
- Das Wasser der unteren Flüsse im Landesinneren erreichte an vielen Stellen die Deichkrone und floss in der Region gleichen Namens um Krimpenerwaard auch darüber.

## Nachwirkungen
Gerard Vissering, Präsident der De Nederlandsche Bank, schrieb im Algemeen Handelsblad, dass die Niederlande den sogenannten Plan-Lely nun ausführen müssen. Dieser sah vor, die Zuiderzee vom Meer zu trennen. Die Zuiderzeevereeniging organisierte in Amsterdam eine Informationsveranstaltung. Der Wasserbauingenieur und amtierende Minister Cornelis Lely stellte am 9. September 1916 seine umfangreichen und seit einigen Jahren bereits fertiggestellten Entwürfe hierzu erneut vor.
Diese Katastrophe, in Verbindung mit der grassierenden Nahrungsmittelknappheit in Holland während des Ersten Weltkriegs, führte zum Zustandekommen des Zuiderzeerahmengesetzes (Zuiderzeewet). Die Deichverstärkungen, deren Umfang die Flut von 1916 nun als notwendig vorgab, wurden bis 1926 vollendet. 1932 wurde dann auch mit dem Bau des Afsluitdijk die Zuidersee „gezähmt“, was allerdings auch das Ende der Fischerei dort bedeutete, da Schiffspassagen durch den Abschlussdeich nicht mehr möglich sind.
Die Flut führte auch zur Einrichtung eines Sturmflutwarndienstes. In Nordholland wurde das Hoogheemraadschap Noordhollands Noorderkwartier eingerichtet, das den Unterhalt der Deiche nördlich des Nordseekanals von den kleinen Waterschapen übernahm.
Einige Gemeinden im Norden von Amsterdam waren in Folge der Flut stark verarmt und drängten von sich aus auf die Eingliederung nach Amsterdam. Am 1. Januar 1921 wurden die Ortschaften Buiksloot, Nieuwendam und Ransdorp dann vollständig nach Amsterdam eingemeindet.

## Auslandshilfe
Aus Dokumenten des Nationaal Archief in Den Haag geht hervor, dass das Osmanische Reich die Opfer der Flut von 1916 mit Hilfsgeldern von FL 2387,90 (entspricht heute etwa 20.000 Euro) unterstützte.